# 新墨西哥州國民警衛隊

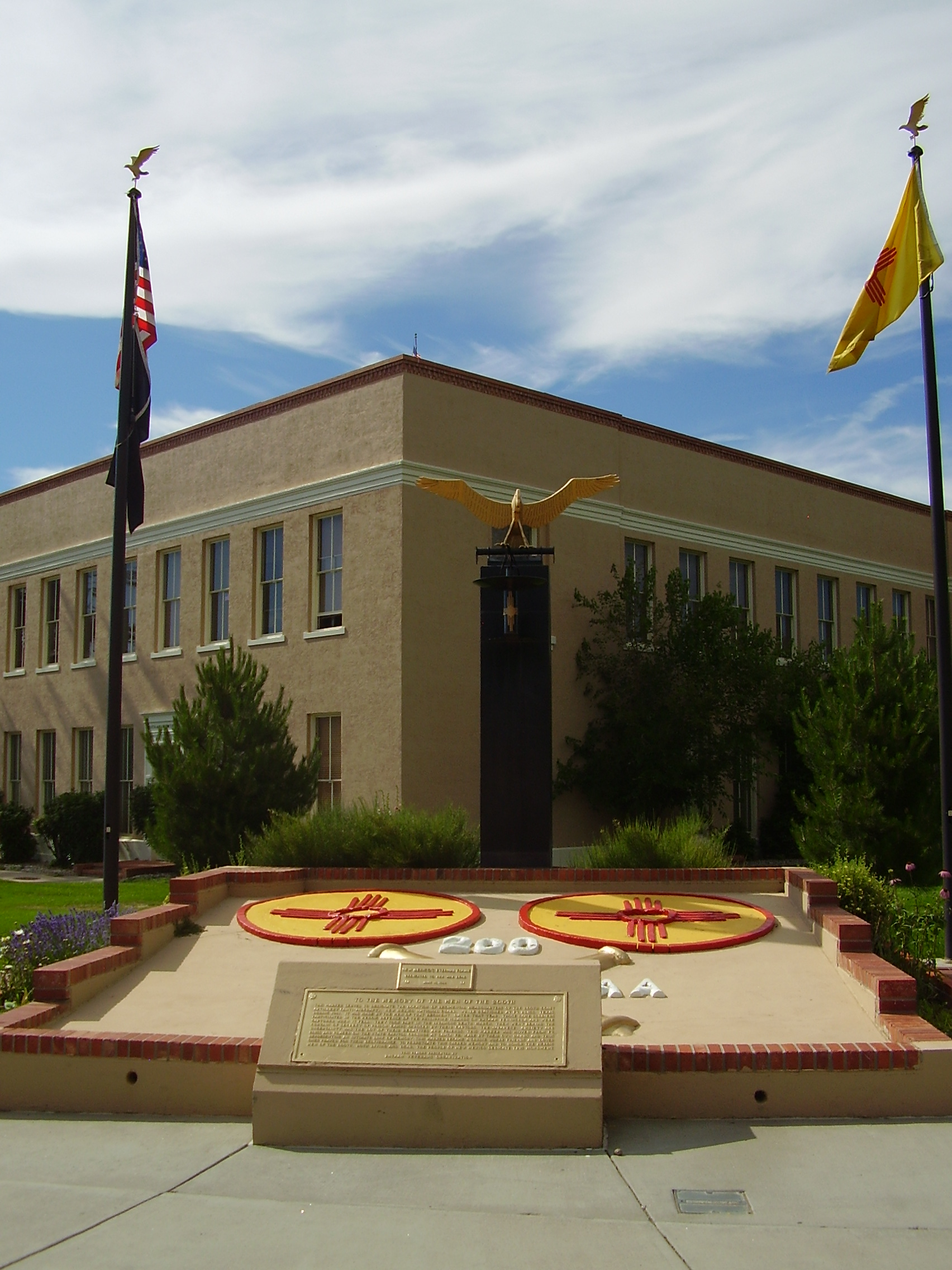
新墨西哥国民警卫队第 200 海岸炮兵纪念碑

新墨西哥州國民警衛隊（英語：New Mexico National Guard）也稱為新墨西哥州國民兵，是美国新墨西哥州武装部队的一部分。它包括新墨西哥州陆军国民警卫队和新墨西哥州空军国民警卫队。新墨西哥国民警卫队的历史是独一无二的；自 1500 年代以来，它以多种名称存在，从西班牙殖民和墨西哥建立新墨西哥时期到现在。
新墨西哥州国民警卫队有资格获得美国武装部队和新墨西哥州国民警卫队专属的所有奖项和勋章。新墨西哥国民警卫队乐队以表演新墨西哥音乐而闻名，尤其是其独特的墨西哥墨西哥流浪乐队，这是美国武装部队中第一支也是唯一一支官方墨西哥流浪乐队。 

## 历史
1598 年 4 月 30 日，胡安·德·奥尼亚特的殖民探险队在今墨西哥华雷斯城附近越过北里奥河（ Río Grande ）。 远征队没有正规的西班牙士兵，1680 年的普韦布洛叛乱在 17 世纪期间没有人被分配到新墨西哥的新殖民地。殖民地的军事要求是由殖民者自己承担的，他们扮演着士兵-殖民者的双重角色。
到十八世纪初，新墨西哥的人口已经增长，定居点激增。在每个定居点，其中一个人被指定为 Maese 或 Maestre de Campo（“陆军元帅”），担任其管辖范围内的公民士兵（ vecinos ，居民）的当地领导人或指挥官。 Meastre de Campo 响应州长的号召，在当地召集尽可能多的公民士兵。这个民兵的每个成员都为共同防御提供了自己的武器和坐骑。
这种民兵系统一直流行到 1846 年，当时斯蒂芬·W·卡尼将军占领了新墨西哥州。第一个领土民兵是由科尔尼设计的一套法律体系提供的，通常被称为“科尔尼法典”。然后在 1851 年，第一个领土立法机关设立了副官办公室，并将领土民兵置于其管辖之下。
1862 年，领土民兵，也被称为新墨西哥志愿军，在格洛丽埃塔战役中击败同盟军发挥了决定性作用。在 1863 年和 1864 年期间，民兵还活跃在纳瓦霍和该时期的其他印度战役中。
1898 年，与西班牙的战争要求组织志愿军，以泰迪·罗斯福的“粗野骑士”而闻名。许多新墨西哥州卫兵帮助组建了美国第 1 骑兵第 2 中队，该中队与罗斯福一起在传奇的圣胡安山冲锋中服役。
在与西班牙的战争之后，新墨西哥州国民警卫队的部队再次在墨西哥边境服役，以追击潘乔维拉！ 1916 年墨西哥军队袭击了新墨西哥州的哥伦布之后。警卫队花了一年的时间执行这项边境任务，使自己适应西南沙漠恶劣的野外条件。
第一次世界大战的动员发现新墨西哥国民警卫队为即将到来的斗争做好了准备。进入联邦服役后，第一步兵团被分配到法国的第 40 步兵师。一个野战炮兵连被分配到第 41 师，并成为第 146 野战炮兵团的一部分。这支部队参加了在香槟-马恩、阿尔斯讷-马恩和默兹-阿贡的行动。
1921 年，近卫军重组为第 111 骑兵团、第 120 工兵团和第 158 野战炮兵 A 连。 1939 年，陆军部建议第 111 骑兵团转为另一个军种，该司令部的军官共同选择了海岸炮兵团。 1940 年，第 111 团被重新指定为第 200 海岸炮兵团，第 158 团重组为第 104 反坦克营。 1940 年 1 月 6 日，这些单位与第 120 工兵团一起被征召到现役，为期一年的训练期。
1941 年 8 月，第 200 海岸炮兵接到通知，它已被选为重要的海外任务。 1941 年 12 月 8 日大约 0300 时，当夜间电台工作人员收到有关日本袭击夏威夷珍珠港的商业广播时，第 200 师进入了全面戒备状态。 12 月 8 日 1235 时，日本轰炸机在飞机扫射的陪同下出现在菲律宾群岛上空，战争打响了第 200 次。
第 200 团承担了掩护北吕宋部队撤退到巴丹的任务，而 1941 年 12 月 19 日新命名的临时马尼拉大队和第 515 海岸炮兵承担了类似的任务给南吕宋部队。这些部队在这次行动和巴丹防御期间脱颖而出。
在被派往菲律宾的 1,800 名新墨西哥州男子中，有 900 人在巴丹之战、“死亡行军”的恐怖和暴行以及在战俘营中度过的 40 个月的贫困和极度屈辱中幸存下来。第 200 团及其“孩子”第 515 团，也就是众所周知的“旅”，将因其成员的勇敢和忠于职守而永远被人们铭记。这些骄傲的人带回了三个杰出的单位奖状和菲律宾总统单位奖状。
1940 年 9 月 16 日，第 120 名工程师（少 1 营）被引入联邦服务部门，并立即启程前往俄克拉荷马州的西尔堡，开始进行密集的工程师培训，为即将到来的对欧洲的进攻做准备。当第45 师进入西西里时，附属的第 120 师就在那里。随着第 45 师不断前进，第 120 师还在罗马、法国南部和整个莱茵兰地区服役。
在意大利战役的另一个部门，第 804 坦克歼击营，前身为第 104 反坦克营，正在帮助书写战争历史的篇章，以支持第 34“红牛”师。在行动中，该营的人员获得了八枚银星勋章、三枚功勋勋章和六十枚铜星勋章。一百三十五颗被授予紫心；其中三十人被追授。获得的竞选积分用于罗马 - 亚诺、北亚平宁山脉和波谷。他们的装饰如下： 带有意大利中部棕榈刺绣的法国 Croix de Guerre 颜色的飘带。
1947 年 3 月，陆军部指示了近卫军的重组。该命令赋予该州五个独立的防空营、一个行动支队、两个信号雷达单位、一个工程师探照灯维护单位、三个军械连、一个运输卡车连和一个军乐队。此外，在同一时间，国民警卫队还被分配了一个战斗轰炸机中队作为其空军国民警卫队。上面列出的这个组织在 1950 年 8 月之前一直保持静止。
朝鲜战争导致第 716 高炮营以及第 726 和第 394 信号雷达维修部队进入联邦服役。第 188 团也在冲突期间启动。新墨西哥部队提供个人成员作为参与积极战斗的部队的替代品。没有整个部队在韩国的山上看到行动。
在 1961 年柏林危机引起的陆军集结期间，第 394 信号分队于 1961 年 10 月 1 日被命令进入联邦服役。该单位被分配到宾夕法尼亚州的 Tobyhana 信号站，直到 1962 年 8 月。 1961 年 7 月 1 日，第 188 战斗机拦截机中队在柯特兰空军基地处于 24 小时防空警戒状态。
越南战争导致卫队的人力和装备有所增加。尽管没有陆军国民警卫队部队被激活为联邦服务，但许多警卫确实自愿履行职责。 1968 年 6 月 4 日，22 架 F-100 战斗机在 360 名人员的陪同下离开柯特兰空军基地，前往越南南部绥和空军基地的新基地。第 150 战术战斗机大队的剩余人员 280 人前往韩国，在大邱空军基地、乌山空军基地、群山空军基地和水湾空军基地增援正规空军人员。其他人则被送往日本和美国本土的空军基地。该部队的一百名成员仍留在新墨西哥州。在 1969 年 5 月和 6 月期间，所有空军警卫人员都被停用并返回国家控制。
1967 年，陆军警卫队在突袭位于阿马里拉的里奥阿里巴县法院后，被总督命令履行国家职责，协助地方和州执法官员。 1970 年 5 月肯特州枪击事件发生后，陆军和空军警卫部队奉命在新墨西哥大学校园骚乱期间履行国家职责，协助当地和州警察。 5 月 8 日，警卫用刺刀刺伤 11 人，随后被撤离大学校园。 
1980 年 2 月在圣达菲州立监狱发生的骚乱将被铭记为历史上最严重的骚乱之一。在长达 36 小时的围攻期间，警卫人员和许多执法人员都在值班，在此期间，监狱被烧毁，33 名囚犯被杀，许多人受伤。同年，第 150 战术战斗机大队赢得了 Winston P. Wilson 奖杯，因为它是空军国民警卫队中最好的战斗机部队。
在 1983-1989 年期间，新墨西哥陆军国民警卫队开始了一项完整的现代化计划，以获得高科技型单位。第 5 营（罗兰）部署在麦格雷戈靶场。由于联邦预算削减，该单位于 1988 年 9 月解散。完成了将除尘器营完全转换为丛林营的工作。一个新的 HAWK 导弹营现已在新墨西哥州的 Rio Rancho 建立。
1990 年 11 月，警卫队的四个单位被联邦化为现役，以支持后来被称为沙漠风暴的沙漠盾牌行动：第 720 重型卡车运输公司，拉斯维加斯，第 812 医疗分队，圣达菲，第 150 安全警察飞行，阿尔伯克基，和防空训练活动，英尺。德克萨斯州布利斯。 1991 年 4 月，新墨西哥空军国民警卫队接到通知，他们将在 1992 财年改用新的 F-16 战斗机。
似乎 2006 年在新墨西哥州和哥斯达黎加之间启动了国家伙伴计划。

## 成分
新墨西哥州陆军国民警卫队的主要单位包括第 1 和第 2 营、第 200 步兵团、第 93 部队司令部、第 44 军乐队、第111 维持旅和第 717 旅支援营。新墨西哥空军国民警卫队的主要单位是第150 战斗机联队。
此外，新墨西哥州国防军(NMSG) 是新墨西哥州军事部下属的全志愿民兵部队，为新墨西哥州陆军国民警卫队和新墨西哥州空军国民警卫队提供预备役人员。它受州管辖，其成员仅在新墨西哥州受雇。它不受联邦武装部队的任何组成部分的召唤、命令或分配。其任务是根据国家当局的主管命令，为保护生命或财产以及维护和平、秩序和公共安全提供组织、装备和培训的单位。 